# Bösensell
Bösensell (plattdeutsch Baisensell) ist ein Dorf, welches seit 1975, als ein Ortsteil der Gemeinde Senden im Kreis Coesfeld, eingemeindet ist. Es liegt etwa 11 km südwestlich von Münster.

## Geschichte

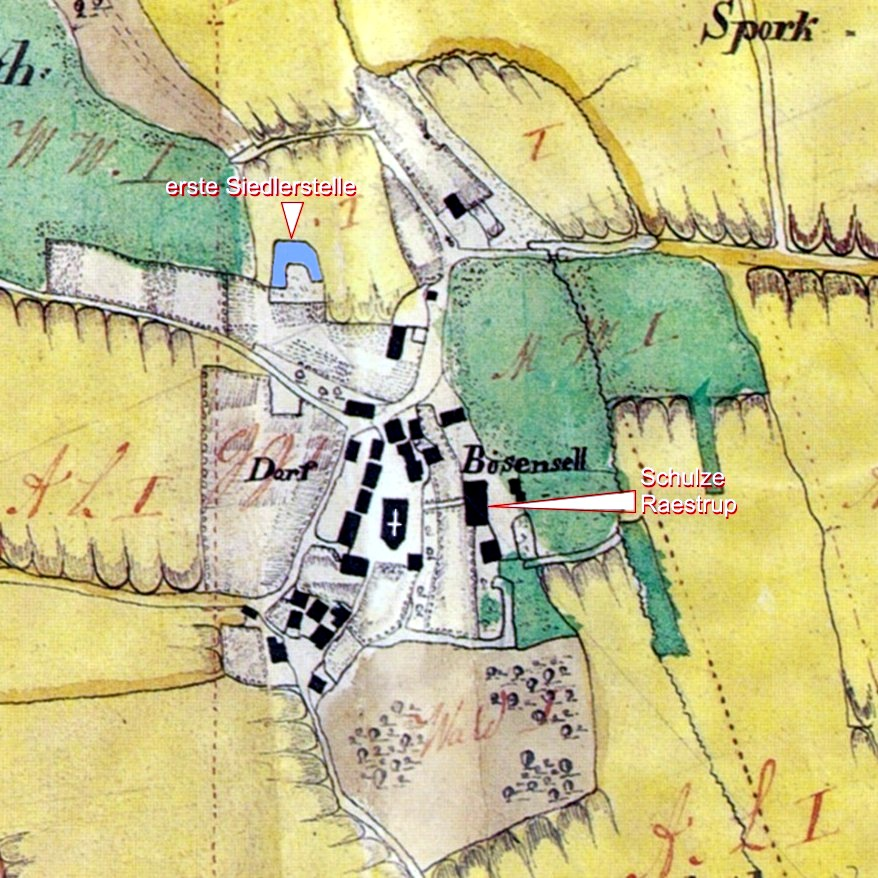
Karte mit der ersten Siedlungsstätte in Basinseli

Gesiedelt wurde in dieser Gegend schon um 5000 vor Christus. Im benachbarten, rund zehn Kilometer entfernten Uphoven wurden Spuren gefunden, die belegen, dass bereits vor rund 7000 Jahren hier Menschen gelebt haben.
Erstmals urkundlich erwähnt wurde Bösensell um das Jahr 890 in einer Urkunde der Abtei Werden, dort hieß der Ort noch Basinseli.

### Von Basinseli nach Bösensell
Der Name Basinseli änderte sich im Laufe der Jahrhunderte über Baisensell und Buzenzele zu Bösensell.
Um 1148 war Bösensell Mittelpunkt des grundherrlichen domkapitularischen Amtes Bösensell.
Bis zur kommunalen Neugliederung am 1. Januar 1975, bei der Bösensell nach Senden eingemeindet wurde, gehörte der Ort zum Amt Roxel im Kreis Münster. Deshalb gehören die evangelischen Christen Bösensells bis heute zur Evangelischen Kirchengemeinde Roxel und nicht zur Kirchengemeinde Senden.

### Besondere Orte
- Das Laerbrockkreuz an der Grenze zu den Nachbarorten Schapdetten und Havixbeck kennzeichnet die Stelle, an der die drei Gaue Dreingau, Stevergau und Scopinggau zusammentrafen und an der zwischen dem 13. und 17. Jahrhundert Landtage abgehalten wurden.
- Haus Ruhr aus dem 16./17. Jahrhundert wurde 1742 vom westfälischen Barockbaumeister Johann Conrad Schlaun umgestaltet.
- Haus Alvinghof wurde von Johann Conrad Schlaun 1749 als Sommersitz für den bischöflichen Vizekanzler Christian Friedrich von und zur Mühlen gebaut.

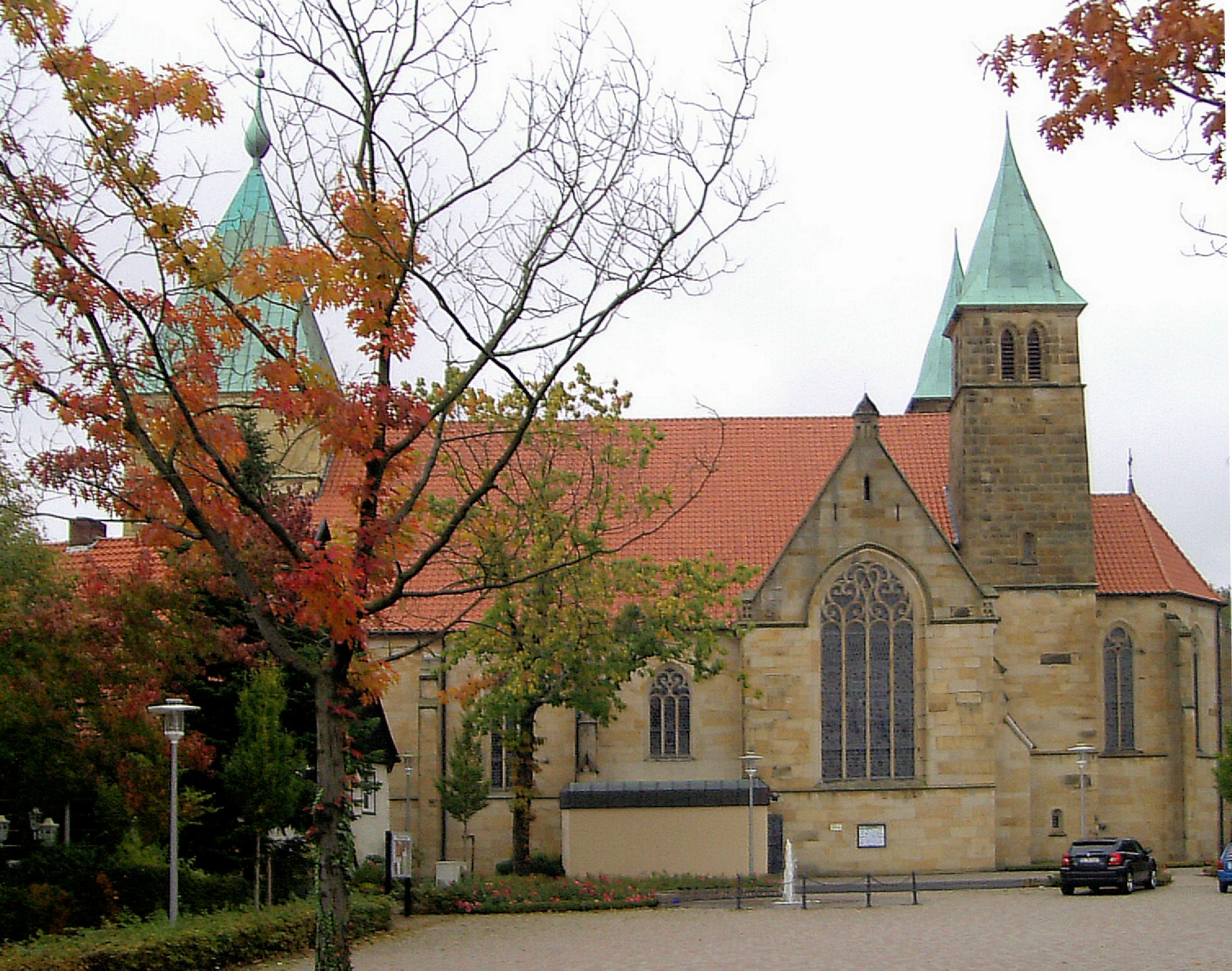
Filialkirche St. Johannes Baptist

- Die Filialkirche St. Johannes Baptist (benannt nach Johannes der Täufer) wurde 1917 während des Ersten Weltkrieges fertiggestellt. Der Kirchturm aus Baumberger Sandstein stammt von einer älteren Kirche. Das Kirchenschiff ist mit Ibbenbürener Sandstein gebaut, der witterungsbeständiger ist. Das Chorgestühl stammt aus dem Jahr 1525. Die Kirche ist Teil der Pfarrei St. Laurentius Senden.

### Eingemeindung
Im Rahmen der Gebietsreform in Nordrhein-Westfalen wurde Bösensell am 1. Januar 1975 durch §12 Münster/Hamm-Gesetz in die Gemeinde Senden eingegliedert. Ein kleiner Gebietsteil kam zu Nottuln.

### Bevölkerungsentwicklung

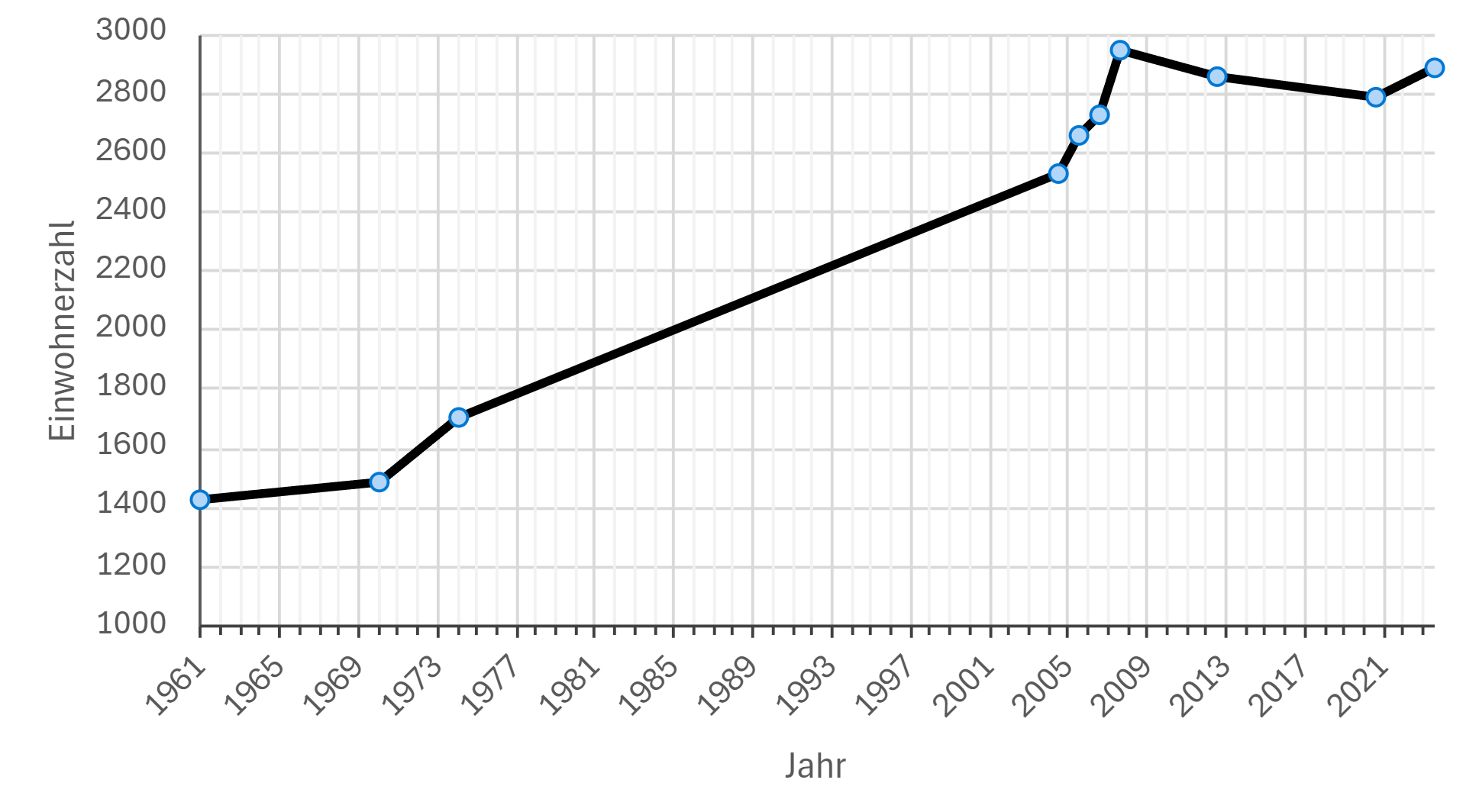
Bevölkerungsentwicklung von Bösensell

In Bösensell lebten am:
- 06. Jun 1961: 1423 Einwohner
- 27. Mai 1970: 1488 Einwohner
- 30. Jun 1974: 1701 Einwohner
- 30. Nov 2004: 2529 Einwohner
- 31. Dez 2005: 2661 Einwohner
- 31. Dez 2006: 2727 Einwohner
- 31. Dez 2007: 2943 Einwohner
- 31. Dez 2012: 2853 Einwohner
- 31. Dez 2020: 2788 Einwohner
- 31. Dez 2022: 2839 Einwohner
- 31. Dez 2023: 2885 Einwohner

## Gewerbe
Das Erscheinungsbild von Bösensell wird für Ortsfremde in erster Linie von dem am südlichen Ortsrand direkt an der L551 gelegenen Gewerbegebiet Südfeld geprägt. Des Weiteren existiert in direkter Nähe zur Autobahn A43 das Gewerbegebiet Am Dorn, in dem sich 2006 ein stark frequentierter Autohof mit Spielothek, Restaurant sowie Reise- und Fernfahrerservice angesiedelt hat.
Der Lebensmittelgroßhändler L. Stroetmann eröffnete hier im August 2023 ein neues Handels- und Logistikzentrum. Diese Unternehmen, sowie die Gewerbetreibenden im Bereich des eigentlichen Ortskerns, sind im Gewerbeverein Bösensell organisiert.

## Verkehrsanbindung

### Bus und Bahn

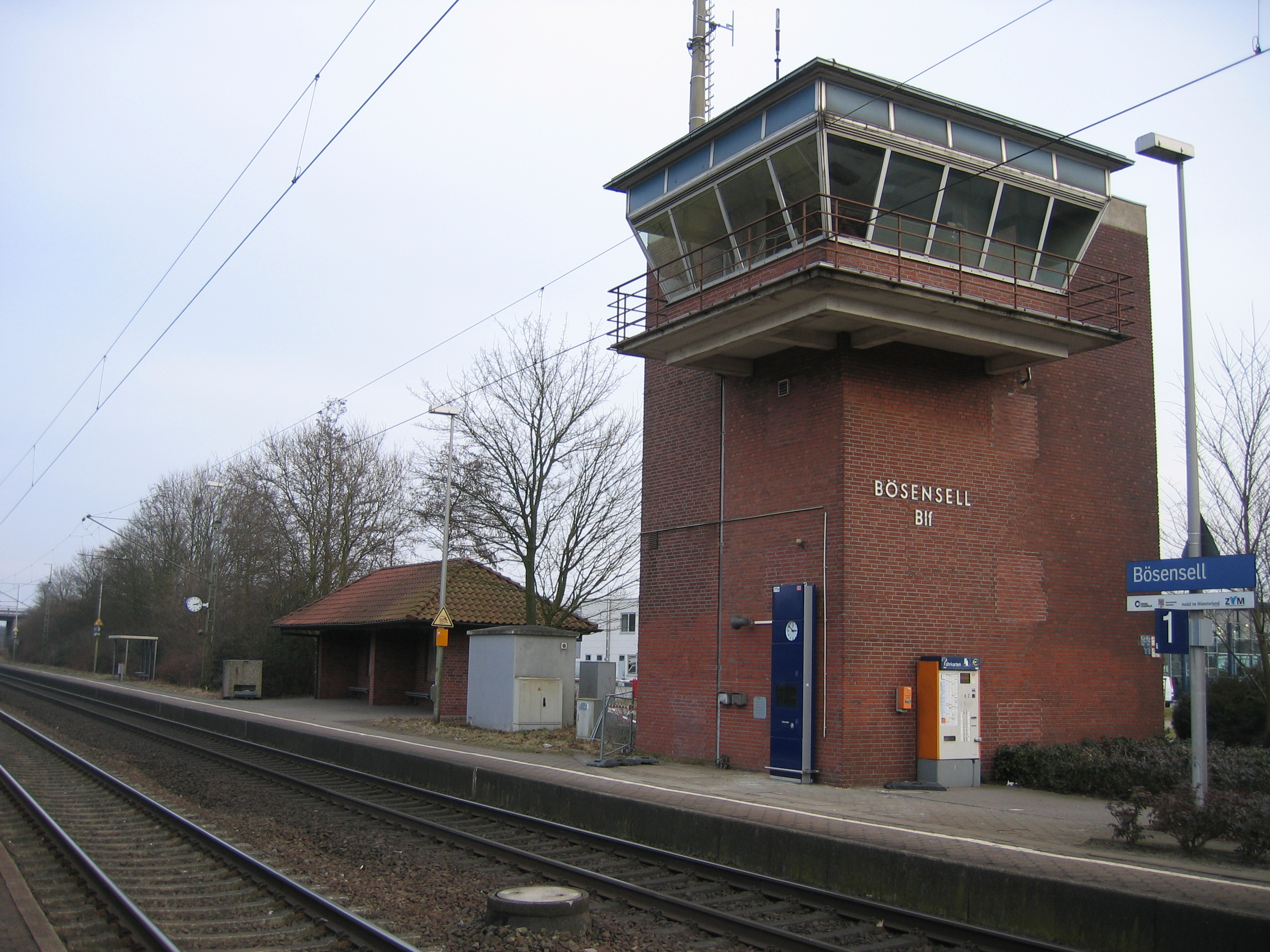
Haltepunkt Senden-Bösensell

Der Bahnhof Senden-Bösensell (1897 eingerichtet) liegt an der Bahnstrecke Wanne-Eickel–Hamburg. Hier hält halbstündlich der Niers-Haard-Express (RE 42) Essen–Münster. Stündlich kommt er aus Mönchengladbach–Krefeld–Duisburg. In den Nachtstunden hält der RE 2 in Bösensell.
| Linie | Verlauf | Takt                                             |
| ----- | --- | ------------------------------------------------ |
| RE 2  | Rhein-Haard-Express: Osnabrück Hbf – Hasbergen – Natrup-Hagen (zweistdl.) – Lengerich (Westf) – Kattenvenne (zweistdl.) – Ostbevern – Westbevern – Münster (Westf) Hbf – (Münster-Albachten – Senden-Bösensell – Nottuln-Appelhülsen – Buldern –)* Dülmen – (Sythen –)* Haltern am See – (Marl-Sinsen –)* Recklinghausen Hbf – (Recklinghausen Süd –)* Wanne-Eickel Hbf – Gelsenkirchen Hbf – Essen Hbf – Mülheim (Ruhr) Hbf – Duisburg Hbf – Düsseldorf Flughafen – Düsseldorf Hbf * Halt nur einzelner Züge im Nachtverkehr Stand: Fahrplanwechsel Dezember 2023 | 60 min                                           |
| RE 42 | Niers-Haard-Express: Münster (Westf) Hbf – Münster-Albachten (stündlich) – Senden-Bösensell – Nottuln-Appelhülsen – Buldern – Dülmen – Sythen – Haltern am See – Marl-Sinsen – Recklinghausen Hbf – Recklinghausen Süd – Wanne-Eickel Hbf – Gelsenkirchen Hbf – Essen Hbf – Mülheim (Ruhr) Hbf – Duisburg Hbf – Rheinhausen – Krefeld-Uerdingen – Krefeld Hbf – Viersen – Mönchengladbach Hbf Stand: Fahrplanwechsel Dezember 2021 | 30 min (Münster–Essen) 60 min (Essen–M’gladbach) |

Am Park and Ride-Platz halten die Busse S90, X90, N4 und N8 in Richtung Münster Bült und Lüdinghausen Busbahnhof, Olfen Mobilpunkt Stadthalle, Coesfeld und Legden, Dorf Münsterland.
| Linie | Verlauf | Takt                                          | Betreiber                   |
| ----- | --- | --------------------------------------------- | --------------------------- |
| S90   | Münster (Westf) Hbf – Senden – Bösensell – Lüdinghausen – Seppenrade – Olfen – Datteln                                                           | 60 min (Mo–Sa), 120 min (So)                  | Regionalverkehr Münsterland |
| X90   | Münster (Westf) Hbf – Senden – Bösensell – Lüdinghausen – Olfen                                                                                  | 30 min (Mo–Fr), 60 min (Sa), 120 min (So)     | Regionalverkehr Münsterland |
| N4    | Münster (Westf) Hbf – Senden – Bösensell – Ottmarsbocholt – Lüdinghausen                                                                         | Eine Fahrt (Fr auf Sa LH→MS), 120 min (Fr–So) | Regionalverkehr Münsterland |
| N8    | Legden, Dorf Münsterland – Holtwick – Höven – Coesfeld Schulzentrum – Coesfeld – Darup – Nottuln – Appelhülsen – Bösensell – Münster (Westf) Hbf | 120 min (Sa auf So)                           | Regionalverkehr Münsterland |

### Straße
- Autobahn: Die A43 ist über die Anschlussstelle Senden erreichbar.
- Bundes- und Landesstraßen: Die B235 beginnt an der Autobahnauffahrt zur A43 und geht nach Süden über Senden nach Witten. Die L551 (früher B51) verläuft parallel zur A43. Nach Norden gelangt man über die L550 nach Havixbeck.
- Ein weit verzweigtes Wegenetz lädt zu Radtouren ein.
- Rastplatz: Seit Mai 2006 hat Bösensell einen Autohof kurz vor der Autobahnauffahrt der A43.

## Persönlichkeiten

### Söhne und Töchter der Gemeinde
- Heinrich Zumkley (1908–1944), Missionar und Märtyrer

### In Bösensell wohnhaft gewesene Persönlichkeiten
- Peter Heine (* 1944), Arabistik und Islamwissenschaftler, Hochschullehrer in Münster und Berlin